# Красносельское сельское поселение (Татарстан)
Красносельское се́льское поселе́ние — муниципальное образование в Высокогорском районе Татарстана Российской Федерации.
Административный центр — посёлок железнодорожной станции Высокая Гора.

## История
Статус и границы сельского поселения установлены Законом Республики Татарстан от 31 января 2005 года № 20-ЗРТ «Об установлении границ территорий и статусе муниципального образования "Высокогорский муниципальный район" и муниципальных образований в его составе».

## Население
| 2010  | 2011  | 2012  | 2013  | 2014  | 2015  | 2016  |
| ----- | ----- | ----- | ----- | ----- | ----- | ----- |
| 4772  | ↗4778 | ↗4851 | ↗4981 | ↗5004 | ↗5074 | ↗5140 |
| 2017  | 2018  | 2021  |       |       |       |       |
| ↗5302 | ↗5385 | ↗5831 |       |       |       |       |

## Состав сельского поселения
| № | Населённый пункт            | Тип населённого пункта                                  | Население |
| - | --------------------------- | ------------------------------------------------------- | --------- |
| 1 | Берёзовка                   | посёлок                                                 |           |
| 2 | Высокая Гора                | посёлок железнодорожной станции, административный центр | ↗4167     |
| 3 | Киндери                     | посёлок железнодорожного разъезда                       |           |
| 4 | Новый Посёлок               | посёлок                                                 |           |
| 5 | Посёлок санатория «Каменка» | посёлок                                                 |           |
| 6 | Урманче                     | посёлок                                                 |           |

## Транспорт
До пристанционного посёлка Высокая гора из села Высокая Гора ходит маршрутное такси 1. До посёлка Берёзовка ходит автобус 88 из Казани.